# Zuschuss
Unter einem Zuschuss (englisch Grant) versteht man im Allgemeinen finanzielle Fördermittel, die einem Wirtschaftssubjekt als Finanzierungshilfe zur Verfügung gestellt werden. Der Zuschuss kann aber auch in Form einer Transferleistung von Barmitteln, Gütern oder Dienstleistungen geleistet werden. Umsatzsteuerlich bleiben Zuschüsse außer Betracht, da es am Leistungsaustausch fehlt.

## Allgemeines
Der Zuschuss ist eine finanzielle Zuwendung. Derjenige, der den Zuschuss vergibt, wird als Geber (englisch Donor) bezeichnet, der dem Zuschussempfänger (englisch Grant recipient) die Zuschussmittel zur Verfügung stellt. Als Zuschussempfänger kommen Wirtschaftssubjekte wie Unternehmen oder Privathaushalte in Frage. 
Das verwandte Konzept Transferleistung beschreibt in der Wirtschaftswissenschaft einen Sammelbegriff für staatliche Leistungen an natürliche Personen und Unternehmen. Öffentliche Investitionszuschüsse können auch bedingt oder unbedingt rückzahlbar sein. In Abgrenzung dazu versteht man unter einem Zuschusselement (englisch Grant element) die Kreditbedingungen einer Finanzmittelzusage (insbesondere Darlehen), etwa Zinssatz, Laufzeit und tilgungsfreie Jahre. In der Regel sind auf Zuschüsse keine Kreditzinsen zu zahlen. Insofern unterscheiden sich Zuschüsse von Darlehensverpflichtungen, die rückzahlbar sind und in der Regel einen Zins aufweisen.

## Bedeutung
Man unterscheidet unter anderem einmalige (englisch one-time grant) von mehrmaligen Zuschüssen. Aber auch bedingungslose (englisch unconditional) von an Bedingungen (englisch conditional grants) geknüpfte Zuschüsse. In der Regel werden Zuschüsse vom Empfänger nicht zurückgezahlt. 
Der Begriff wird üblicherweise verwendet, wenn dieser von einer Regierung oder von Stiftungen stammt. Ein typisches Beispiel sind Stipendien an Studenten oder an „Non-Profit-Organisationen“. Ein anderes Beispiel sind Grants auf Basis zwischenstaatlicher Vereinbarungen (z. B. Regierungsabkommen). Zum Beispiel gewährt die Kreditanstalt für Wiederaufbau im Rahmen der Finanziellen Zusammenarbeit im Auftrag der Bundesregierung (Bundesministerium für wirtschaftliche Zusammenarbeit und Entwicklung) Zuschüsse für Projekte in ärmeren Entwicklungsländern oder in „weichen“ Sektoren, in denen eine Rückzahlung von Darlehensverpflichtungen nicht angenommen werden kann. Diese Form der Zuschüsse werden auch als Finanzierungsbeitrag bezeichnet.
Beispiele für Zuschüsse sind aber auch der Druckkostenzuschuss im Verlagswesen oder der Werbekostenzuschuss, der vom Hersteller gegenüber Handelsunternehmen für Werbezwecke überlassen wird. 
In den USA gibt es zwei Arten von staatlichen Zuschussprogrammen, die zweckgebundenen (englisch categorial grants) und pauschalen Zuschüsse (englisch block grants), die sich unter anderem nach dem Einfluss des Gebers auf den Verwendungszweck unterscheiden. Die Bedingungen zweckgebundener Grants können so restriktiv sein, dass die Zuschussempfänger zunächst Rückstellungen bilden müssen, bis der Staat die Einhaltung der Bedingungen bestätigt hat.

## Bilanzierung
Bei der Bilanzierung eines privaten Zuschusses muss man unterscheiden zwischen 
- Zuschüssen eines Gesellschafters, die sich aus dem Gesellschaftsverhältnis ergeben: diese stellen bei einer Personengesellschaft zusätzliches Eigenkapital dar. Bei Kapitalgesellschaften wird der Zuschuss als Kapitalrücklage bilanziert.
- Zuschüssen, die Bestandteil einer Gegenleistung sind: diese werden als passive Rechnungsabgrenzungsposten erfasst, da solche Zuschüsse die Anschaffungskosten des Unternehmens mindern oder ein Entgelt für künftige Leistungen darstellen.

Bei der Bilanzierung öffentlicher Zuschüsse muss man unterscheiden zwischen
- Bedingt rückzahlbaren Zuschüssen: hier muss im Einzelfall die Bilanzierung geprüft werden.
- Unbedingt rückzahlbaren Zuschüssen: diese sind als Verbindlichkeiten eines Unternehmens zu buchen.
- Nicht rückzahlbaren Zuschüssen („verlorene Zuschüsse“; für eine Investition): diese können 
  - entweder von den Anschaffungs-/Herstellungskosten einer Investition abgesetzt und somit durch verminderte Abschreibungen über die Nutzungsdauer der Investition verteilt werden;
  - oder direkt als Ertrag der Periode, in der der Zuschuss erhalten wurde, verbucht werden.

Ein Zuschuss kann auch ein Vermögensteil sein, den ein Geber zur Förderung eines in seinem Interesse liegenden Zwecks dem Empfänger zuwendet. Fehlt ein Eigeninteresse des Leistenden, liegt kein Zuschuss vor (R 6.5 Zuschüsse für Anlagegüter).
Die bilanzrechtliche Einordnung von Investitionszuschüssen ist strittig und eröffnet daher kein Wahlrecht, sondern einen Ermessensspielraum für den Bilanzierenden.

## Zuschussprinzip
Nach dem Zuschussprinzip arbeiten beispielsweise Museen in kommunaler Trägerschaft oder Theater, deren Einnahmen aus Eintrittsgeldern  die Gesamtkosten nicht decken und deshalb Zuschüsse aus dem öffentlichen Haushalt erhalten. Sie heißen deshalb missverständlich Zuschussbetriebe, die als öffentliche Betriebe nicht kostendeckende Leistungen erbringen. Der öffentliche Rundfunk arbeitet nicht nach dem Zuschussprinzip, weil seine Gesamtkosten durch Rundfunkbeiträge und Fernseh- oder Radiowerbung gedeckt werden müssen (Kostendeckungsprinzip).